# Section du Temple
La section du Temple était, sous la Révolution française, une section révolutionnaire parisienne.

## Représentants
Elle était représentée à la Commune de Paris par  :
- Nicolas Naudin, né en 1759 ou 1761, menuisier demeurant rue Charlot. Il est guillotiné le 11 thermidor an II (29 juillet 1794),
- Jean-Baptiste Crépin Talbot, né en 1735 ou 1736 à Jouy-le-Peuple, entrepreneur en maçonnerie, demeurant 7 ou 11 rue du Faubourg-du-Temple. Administrateur des Quinze-Vingt, il est guillotiné le 11 thermidor an II,
- Claude Figuet, né en 1759, architecte, demeurant rue de Normandie.

## Historique
La section n’a pas changé de nom depuis sa création.

## Territoire
Secteur allant de la rue de Bretagne au boulevard de Belleville et de la rue du Temple à la rue Oberkampf.

## Limites
La rue du Faubourg-du-Temple, à gauche, depuis la barrière jusqu’au boulevard, et juste après, la rue du Temple, à gauche, jusqu’à la rue de la Corderie : les rues de la Corderie et de Bretagne, à gauche, jusqu’à rue des Filles-du-Calvaire : la rue des Filles-du-Calvaire, à gauche, jusqu’au boulevard, et de tout de suite après la rue de Ménilmontant et celle de la Roulette, à gauche, jusqu’à la barrière : les murs de la barrière de Ménilmontant à celle de Belleville.

## Intérieur
Les rues du Chemin-Saint-Denis, Blanche, des Fontaines-au-Roi, des Trois-Bornes, de la Folie-Méricourt, du Grand Prieuré-de-Malte, des Fossés-du-Temple, de la Tour, d'Angoulême, de Crussol : le boulevard des deux côtés, les rues de Vendôme, de Beaujolois, du Forez, Charcot, de Saintonge, de Normandie, de Boucherat, l’enclos du Temple, la maison des Pères Nazareth, comme Chef-lieu, etc., et généralement tous les rues, culs-de-sac, places, etc., enclavés dans cette limite.

## Local
La section du Temple se réunissait dans l’église Notre-Dame-de-Nazareth, située dans le couvent des Pères de Nazareth, sur l'emplacement actuel de la bouche du métro Temple, à hauteur du no 199 de la rue du Temple.

## Population
11 990 habitants, dont 1 273 ouvriers et 1 340 économiquement faibles. La section comprenait 1 700 citoyens actifs.

## 9 Thermidor an II
Lors de la chute de Robespierre,  le 9 thermidor an II (27 juillet 1794), la section du Temple resta fidèle à la Convention nationale. Deux de ses représentants à la Commune de Paris, Nicolas Naudin et Jean-Baptiste Talbot prêtèrent serment à la Commune de Paris et furent guillotinés le 11 thermidor an II (29 juillet 1794).

## Évolution
Après le regroupement par quatre des sections révolutionnaires par la loi du 19 vendémiaire an IV (11 octobre 1795) qui porte création de 12 arrondissements, la présente section est maintenue comme subdivision administrative, puis devient, par arrêté préfectoral du 10 mai 1811, le quartier du Temple (6e arrondissement de Paris).